# Markus Büchel
Pour les articles homonymes, voir Markus Büchel (homme politique) et Büchel.
Markus Büchel né le 9 août 1949 à Rüthi, est un évêque suisse du diocèse de Saint-Gall.

## Biographie
Markus Büchel est issu d'une exploitation agricole à Rüthi dans la vallée du Rhin. Il a un frère et trois sœurs. Après avoir fréquenté les lycées Marienburg de la Société du Verbe Divin à Rheineck-Thal (1962–1968) et l'école abbatiale d'Einsiedeln (1968–1970, baccalauréat), il a étudié la philosophie et la théologie à l'université de Fribourg. Il est consacré prêtre le 3 avril de l'année suivante. Le 3 avril 1976, il a reçu l'ordination sacerdotale par l'évêque de Saint-Gall, Joseph Hasler.
Après avoir été vicaire à Saint-Gall-Neudorf de 1976 à 1982, il a été vicaire à la paroisse de la collégiale de Saint-Gall de 1982 à 1988. En 1988, Markus Büchel est devenu curé à Flawil, et en 1992, il a été élu doyen du doyenné de Gossau. En 1995, il a été nommé vicaire épiscopal, directeur du bureau pastoral à Saint-Gall et responsable de la pastorale. En 1999, il est devenu doyen du chapitre et ainsi chef du chapitre cathédral de Saint-Gall.
Le 4 juillet 2006, il est élu 11e évêque du diocèse de Saint-Gall,, depuis sa séparation avec le diocèse de Coire le 8 avril 1847. Ce choix est confirmé le lendemain par le pape Benoît XVI,. Sa consécration épiscopale a lieu le 17 septembre 2006 par l'évêque Ivo Fürer,. Les deux autres consécrateurs principaux sont l'évêque Amédée Grab et le cardinal Kurt Koch.
Lors de la 297e Assemblée plénière ordinaire de la Conférence des évêques suisses du 3 au 5 septembre 2012, Büchel a été élu président de la Conférence des évêques suisses pour la période 2013 à 2015. Il a succédé à Norbert Brunner, évêque de Sion,. Son successeur, le 1er janvier 2016, a été Charles Morerod, évêque de Lausanne, Genève et Fribourg. Depuis 2019, Büchel est vice-président de la Conférence des évêques suisses.
Le 9 août 2024, jours de son 75e anniversaire, il présente sa démission au pape François. Celui-ci l'accepte le 13 août 2024, mais lui demande de rester en fonction jusqu'à la désignation de son successeur. Sa démission est acceptée le 22 mai 2025 avec la nomination de son successeur, Beat Grögli.

## Activités
En août 2015, Büchel a déclaré qu'à l'époque de la Bible, les connaissances actuelles sur l'homosexualité en tant qu'orientation sexuelle non librement choisie et en tant que prédisposition étaient encore inconnues. La sexualité est un « don de Dieu » et l'Église catholique romaine doit faire face aux charges historiques liées à son traitement de l'homosexualité. Il soutient l'initiative pour des multinationales responsables.
Face aux défis croissants que rencontrent l'Église aujourd'hui, tels que la baisse du nombre de fidèles et le manque de personnel, Büchel a répondu par une réorganisation complète de la pastorale locale. Grâce à la création d'« unités pastorales » – composées de plusieurs paroisses – il entend répondre à la mobilité accrue des personnes tout en regroupant et en utilisant plus stratégiquement les ressources humaines disponibles. Ce processus a été achevé en 2015.